# مادة نووية

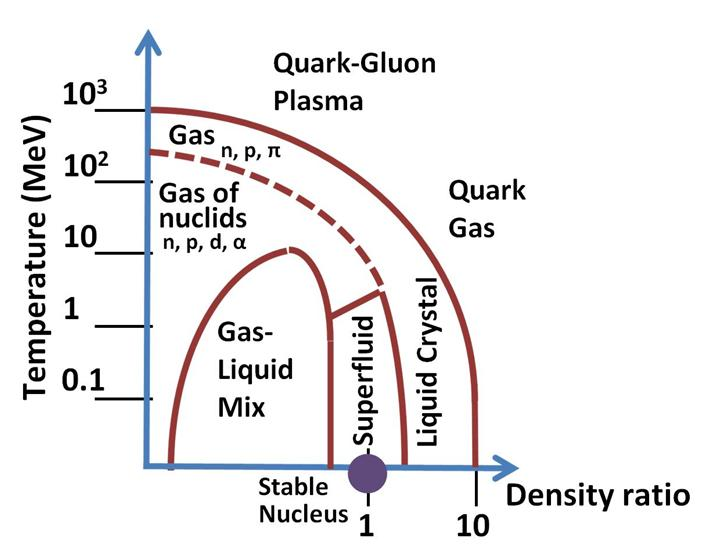
مراحل المادة النووية بأعداد متساوية من النيوترونات والبروتونات.

المادة النووية هي نظام مثالي لتفاعل (البروتونات والنيوترونات) الموجودة في عدة مراحل.
النواة مادة افتراضية تتكون من عدد كبير من البروتونات والنيوترونات التي تتفاعل من خلال القوى النووية فقط. حجم وعدد الجسيمات لا نهائية ولكن النسبة محدودة ولا ينطوي الحجم اللانهائي على أي تأثيرات سطحية وثبات انتقالي.
عندما يتم ضغط المادة النووية إلى كثافة عالية بما فيه الكفاية من المتوقع على أساس الحرية التقاربية لديناميات الكم أن تصبح مادة كوارك وهو غاز فيرمي من الكواركات.
يستخدم بعض العلماء «المادة النووية» بمعناها الأوسع ويشيرون إلى النموذج الموصوف أعلاه على أنه «مادة نووية لا نهائية» ومع ذلك فإن تركيبة النجم النيوتروني الذي يتطلب أكثر من النيوترونات والبروتونات ليست بالضرورة محايدة وغالباً ما يشار إليها بشكل مختلف على سبيل المثال كمسألة نجم نيوتروني أو مادة نجمية وتعتبر متميزة عن المادة النووية. في النجم النيوتروني يرتفع الضغط من الصفر (عند السطح) إلى قيمة كبيرة غير معروفة في المركز.
تم تطبيق طرق قادرة على علاج المناطق المحدودة على النجوم والنواة الذرية. أحد هذه النماذج للنواة المتناهية هو نموذج إسقاط السائل والذي يتضمن تأثيرات السطح وتفاعلات كولوم.